# Louis Soullié
Benjamin Louis Soullié, né à Paris le 6 novembre 1860 et mort à Orsay le 14 octobre 1940, est un libraire français spécialisé dans les catalogues de vente d’art, un éditeur, un marchand d’art, un galeriste et un bibliographe d’art. Louis Soullié est principalement connu des spécialistes de l’histoire de l’art ou du marché de l’art pour son travail de collecte, d'annotation et de compilation de catalogues de vente d’art et de catalogues d’exposition rétrospective.

## Biographie
Louis Soullié naît à Paris 14e le 6 novembre 1860. Sa mère, Julie Villette, le déclare sous le nom de Benjamin Louis Villette. Le père n’est pas désigné. Ses parents se marient 5 ans après sa naissance, le 25 février 1865. À cette occasion, son père Adolphe Soullié, le reconnaît. Louis Soullié est d’origine modeste : son père est cocher, sa mère couturière. On note au mariage de ces derniers, la présence, en tant que témoin, de Théodore Véron, poète, peintre, critique d’art et industriel (filature et tissage), apparenté à Adolphe Soullié et qui a joué un rôle important lors de l'affaire du Salon des Refusés (1863).
A 18 ans, Louis devance l’appel et s’engage dans l’armée active pour 5 ans. Il est affecté dans la marine à Cherbourg le 15 février 1878. Il ne termine pas sa période d’engagement : le 25 octobre 1882, il est mis en congé renouvelable de l’armée active. La formation de Louis Soullié est inconnue.
Le 21 novembre 1885 à Paris, Louis Soullié épouse Alix Moreau, née en 1859 au Château d’Oléron.
En 1885, Louis Soullié est employé dans une librairie au 53 rue de Seine à Paris. Il entreprend un travail de réunion d’archives documentaires sur les catalogues de vente d’art. En 1887, il crée la brochure l’« Intermédiaire des collectionneurs ». En 1888, il commence ses activités de recherche documentaire.
Louis s’installe comme libraire et marchand d’art dans la Librairie des Catalogues des Ventes au 25 rue de Lille, au plus tard à partir de 1896 (en 1891 il travaille encore rue de Seine). Il y reste jusqu’en 1902. En 1896, avec l’aide de Georges Duplessis, il publie l’un de ses ouvrages les plus cités : « Les ventes de tableaux, dessins et objets d’art au XIXe siècle (1800 à fin 1895) ». Puis en 1900, il publie deux relevés de catalogues de vente d’art respectivement sur Jean François Millet et sur Constant Troyon. Ces deux ouvrages inauguraient une collection « Les grands peintres aux ventes publiques ». Une douzaine de titres étaient prévus mais ils ne verront jamais le jour. Par ailleurs, Louis Soullié édite en 1901 le tome 1 et en 1902 le tome 2 d'un Dictionnaire des Ventes d’Art dit « le Mireur », à la confection duquel il participe. Le nom de ce dictionnaire provient de Hyppolyte Mireur, médecin hygiéniste et collectionneur qui finance l'opération.
L’activité de Louis Soullié se développe. Il crée, au plus tard en 1903, au 338 rue Saint-Honoré, la Librairie-Galerie des Collectionneurs, à la même adresse que la célèbre imprimerie Clarke avec laquelle il collaborera. Il cumule les activités de libraire, d’éditeur, de galeriste et de marchand d’art. Il expose les œuvres de divers artistes : Paul Cirou, Paul Aron, Othon Friesz  et les Peintres de Paris moderne. Il vend entre autres des Corot, des Gauguin, des Van Gogh. Auguste Rodin sera l’un de ses clients. Louis tente de lancer en collaboration avec l'imprimerie Clarke une revue sur l'art : Le Connaisseur. L'opération s'avèrera un échec. Il poursuit sa contribution au dictionnaire de Mireur et annonce que la rédaction de l’ouvrage est terminée en 1903. Une mauvaise anticipation des coûts entraîne la faillite et la fermeture de la librairie en 1904.
Louis Soullié continue à travailler sur le dictionnaire de Mireur dans une nouvelle structure : Charles de Vincenti qui désigne un groupe de banquiers. En 1906, Louis rédige un répertoire qui sera intégré à la réédition d’un ouvrage d’André Michel sur le peintre François Boucher. En 1907, Louis Soullié réside à Champlan. Cette implantation est transitoire car au cours de l’année 1908, Soullié vient résider à Orsay, reprenant la maison louée précédemment par Charles Péguy. Il occupe un dépôt à Paris au 14 rue Dalou et poursuit son activité de vente d’art et de compilation de catalogues.
À partir de 1909, il travaille pour Jacques Doucet à la constitution de la « Bibliothèque d'art et d'archéologie Jacques Doucet », qui sera léguée à l'Université de Paris en 1917. Cette bibliothèque documentaire de catalogues, deviendra en 2003, la bibliothèque de l'Institut National d'Histoire de l'Art - collections Jacques Doucet.
Alors qu’il travaille encore chez de Vincenti, entre 1904 et 1908, Louis Soullié annonce la mise en chantier d’un relevé général des peintures en miniature et à la gouache. En 1933, le manuscrit du « Dictionnaire des miniaturistes et enlumineurs, peintres sur émail et en fixé » comprenant 8500 entrées est achevé. La miniaturiste Gabrielle Debillemont-Chardon accepte d’en rédiger la préface mais dissuade Soullié de publier ce livre, affirmant que le moment n’est pas favorable. En 1934, l’ouvrage est mis en souscription. Selon toute probabilité, il n’est jamais paru. Le manuscrit qui a existé n’est pas localisé.
En 1921, Louis Soullié annonce la préparation d’un important ouvrage de relevé sur la peinture espagnole Relevé détaillé des tableaux et dessins de l’École Espagnole ayant passé dans les ventes de collections depuis 1801. Le projet restera sous forme manuscrite. Une copie de ce manuscrit se trouve actuellement au musée du Prado.
Tout au long de sa vie, pour susciter la demande auprès d'éventuels clients, Louis Soullié annonce et prépare de nombreux projets de relevés (Jules Dupré, Jean-Baptiste Corot, puis Martin Drolling, Claude Gillot, Piat Sauvage, les frères Le Nain, Richard Parkes Bonington, …) dont il reste des manuscrits mais qui ne déboucheront jamais sur une publication.
Louis Soullié a probablement cessé son activité professionnelle officielle entre 1934 et 1936, il a cependant conservé une certaine activité jusqu’en 1939. Il meurt à Orsay le 14 octobre 1940.
Louis Soullié a eu quatre enfants. Seuls André Louis (1886-après 1954) et Raoul Gustave (1891-1947)  atteignent l'âge adulte. Tous deux ont travaillé un temps dans la librairie de leur père et ont contribué à ses recherches.

## Originalité de Louis Soullié

### Catalogues de vente d'art
Les catalogues de vente d'art sont des publications destinées à présenter et à promouvoir les objets mis en vente lors d’une vente aux enchères. Un catalogue peut être vierge ou annoté après la vente par des informations  telles que le nom de l’acheteur, le prix d’adjudication, une appréciation de qualité de l’œuvre. Les répertoires sont des recueils listant des références de catalogues de vente. Les relevés sont des transcriptions du contenu de divers catalogues relativement à un artiste particulier ou à une école par exemple. Ultérieurement, les catalogues de vente d’art seront utilisés pour assurer la traçabilité des œuvres d’art. Les catalogues d'expositions particulières ou rétrospectives sont généralement assimilés aux catalogues de vente d'art.

### Louis Soullié, bibliographe ou historiographe d’art
Louis Soullié est au départ un libraire spécialisé dans la vente de catalogue de vente d'art annotés. En corollaire à cette activité, il entreprend des travaux de collecte d'information, de vérification afin d'établir des répertoires et des relevés qui agrègent les informations contenues dans les catalogues. Ainsi il se qualifie de bibliographe ou d’historiographe d’art. Bien qu'il n’ait jamais été un chercheur institutionnel, son immense travail documentaire reste jusqu'aujourd'hui une source pertinente d'informations pour les utilisateurs. Son travail a été soutenu par divers noms du monde de l'histoire de l'art de son époque, par exemple : Georges Duplessis, Georges Vicaire, Henri Lapauze, Léon Roger-Milès, Marion Spielmann. Dans le Moniteur des Arts de 1899, Louis Roger-Miles  écrit : …il y a trop de personnes qui redoutent la franchise renseignée de ce bénédictin laïque pour que la mission qu'il s'est proposé et dont il s'est acquitté avec tant de succès ne soit pas d'une utilité première…
Les informations contenues dans les répertoires, les relevés, et les dictionnaires de Louis Soullié, sont toujours des références pour les chercheurs et étudiants en histoire de l’art, les marchands d’arts, les experts, les collectionneurs. Les ouvrages sont conservés dans les bibliothèques de grandes universités, centres de recherche, centres culturels et musées de nombreux pays : France, Allemagne, Italie, Belgique, Pays-Bas, Royaume-Uni, Suède, Danemark, Suisse, Canada, USA, Chine et Japon. Le livre le plus connu « Les ventes de tableaux, dessins et objets d’art au XIXe siècle » est présent dans 76 bibliothèques (dont 22 localisations aux USA pour un total de 36 exemplaires dans ce pays). Un autre livre important, « Peintures, pastels, aquarelles, dessins de Jean-François Millet relevés dans les catalogues de ventes de 1883 à 1900 » est présent dans 55 bibliothèques, avec une forte présence aux USA (23 localisations pour 31 exemplaires).

### Louis Soullié, marchand d'art et galeriste
Louis Soullié a mené une activité de marchand d'art assez discrète par rapport aux grands noms de l'époque tels que Ambroise Vollard qui est pratiquement son contemporain (1866-1939). Très éclectique, il propose des tableaux, des dessins, des aquarelles, des gravures, des objets du Moyen Âge, des horloges, des manuscrits, etc. Il vend de la peinture d'artistes déjà reconnus : Vincent Van Gogh, Paul Gauguin, Jean Baptiste Corot, Théodore Rousseau, Jules Dupré, Paul Cézanne, Emile Bernard, etc. il a tenté cependant de promouvoir quelques jeunes artistes tels que Paul Cirou et Othon Friesz.

## Production
Seuls sont cités les titres les plus fréquemment rencontrés dans les recherches bibliographiques.

### Auteur/éditeur
1. Louis Soullié : Les ventes de tableaux, dessin et objets d’art au XIXe siècle (1800 à fin 1895). essai de bibliographie avec préface de Georges Duplessis, 1896, in 8°, 368 pages
2. Louis Soullié :  Les grands peintres aux ventes publiques, 1er volume : Constant Troyon, notice biographique de Philippe Burty, 1900, vol. 1, in-4°, 230 pages
3. Louis Soullié : Les grands peintres aux ventes publiques, 2e volume : Jean-François Millet, notice biographique de Paul Mantz, 1900, vol. 2, in-4°, 270 pages
4. Louis Soullié : Livre d’or des collectionneurs ou essai bibliographique des catalogues illustrés de grandes collections de tableaux dessins et d’objets d’art publiés pendant le XIXe siècle de 1800 jusqu’à fin 1902, 1903

### Contributeur/éditeur
1. Hippolyte Mireur : Dictionnaire des ventes d’art faites en France et à l’étranger pendant les XVIIIe et XIXe siècles, tome 1, 1901, éditeur et contributeur Louis Soullié (Paris), autres éditeurs : Wilhelm Frick (Vienne), Bernard Quaritch (Londres), Martinus Nijhoff (La Haye)[1]
2. Hippolyte Mireur : Dictionnaire des ventes d’art faites en France et à l’étranger pendant les XVIIIe et XIXe siècles, tome 2, 1902, éditeur et contributeur Louis Soullié[1]
3. Hippolyte Mireur : Dictionnaire des ventes d’art faites en France et à l’étranger pendant les XVIIIe et XIXe siècles, tomes 1 à 7, 1911, Ch. de Vincenti éditeur, Louis Soullié  contributeur[1]
4. André Michel, Louis Soullié, Charles Masson : François Boucher, Paris, H. Piazza et Cie, 1906[1], 146 pages et 2633 entrées pour la partie Soullié.
5. André Foulon de Vaulx (avec la contribution de Louis Soullié) : Antoine Vestier dans Le Carnet historique et littéraire, janvier 1901[1]

### Ouvrages manuscrits
1. Louis Soullié : Catalogue-Répertoire bibliographique et chronologique (14 forts volumes in folio), pour Jacques Doucet, légué à l’Université de Paris, consultable à la bibliothèque de l’INHA.
2. Louis Soullié : Relevé détaillé des tableaux et dessins de l’École Espagnole ayant passé dans les ventes de collections depuis 1801, 3 forts volumes manuscrits in 4°, environ 1300 pages, (il existe une version originale dont une copie est conservée au musée du Prado, cette dernière est accessible en ligne : tome 1, tome 2, tome 3)
3. Louis Soullié : Goya. Catalogue descriptif de son œuvre aux ventes publiques et aux expositions rétrospectives. Peintures et dessins, 145 pages, manuscrit non publié[1]
4. Louis Soullié : Dictionnaire des miniaturistes et enlumineurs, peinture sur émail en fixé, préface et concours de Mme G. Debillemont-Chardon, 2 volumes in 8° raisin, manuscrit non localisé[1]

## Homonyme
On confond parfois Benjamin Louis Soullié né en 1860 à Paris et Louis Pierre Henri Soullié né en 1864 à Châlons-sur-Marne. Tous deux sont dénommés Louis Soullié dans leurs publications propres ou dans les citations. Le second était diplômé de l’ École des Chartes et attaché à la bibliothèque Mazarine.